# Adrien Lagard
Adrien Jean Joseph Marie Lagard (Moissieu, 30 novembre 1821 - Paris 18e, 4 mars 1878) est un compositeur français.

## Biographie
On lui doit les musiques de plus de 200 chansons et chansonnettes sur des paroles, entre autres, d'Émile Carré, de Léon Quentin, d'Arthur Lamy ou de Marc Constantin, des compositions pour orchestre dont de nombreux quadrilles, ainsi que différentes méthodes d'apprentissage. 

## Œuvres (extraits)
Chansons
- Laïde et Jean Louis, duo comique, paroles d'Émile Carré, 1865
- Le Chiffonnier philosophe, chanson, paroles d'Émile Carré, 1867
- Le 6e Étage, chanson, paroles de Francisque Rivoire, 1871
- Les abus, chansonnette comique, paroles d'Émile Durafour, 1875

Compositions pour orchestre
- L'Anodine, polka, 1866
- Bagatelle avec solo de piston, 1867
- L'Âge d'or, quadrille, 1868
- Brunette, schottisch, 1870
- Astrée, polka-mazurka, 1877
- L'Ami Pascal, quadrille, 1878

Opéras
- L'Habit de Mylord, opéra, avec Paul Lagarde, 1860
- Deux poules pour un coq, opérette bouffe pour 8 femmes, 1868
- Le Jour et la nuit, saynète comique, paroles d'Alfred Deschamps, 1876

Méthodes
- Méthode de cornet à pistons illustrée de vignettes, 1867
- Méthode de clairon d'ordonnance, 1869
- Méthode de cornet à pistons illustrée de vignettes, en 2 parties, 3 vol., 1875

Arrangements
- 100 Mélodies célèbres, transcrites pour cornet à pistons, ou saxhorn, 1872
- 40 Polkas célèbres transcrites pour le Cornet à pistons ou Saxhorn, 1872
- 25 Valses célèbres arrangées pour cornet à pistons ou Saxhorn, 1874
- 150 Airs populaires arrangés pour Cornet à pistons ou Saxborn, posth., 1885
- 40 Chants nationaux du monde entier arrangés pour Cornet à pistons ou Saxkorn, posth., 1885